# Piriac-sur-Mer
Piriac-sur-Mer è un comune francese di 2 302 abitanti situato nel dipartimento della Loira Atlantica nella regione dei Paesi della Loira.

## Società

### Evoluzione demografica
Abitanti censiti